# Fatburs kvarngata

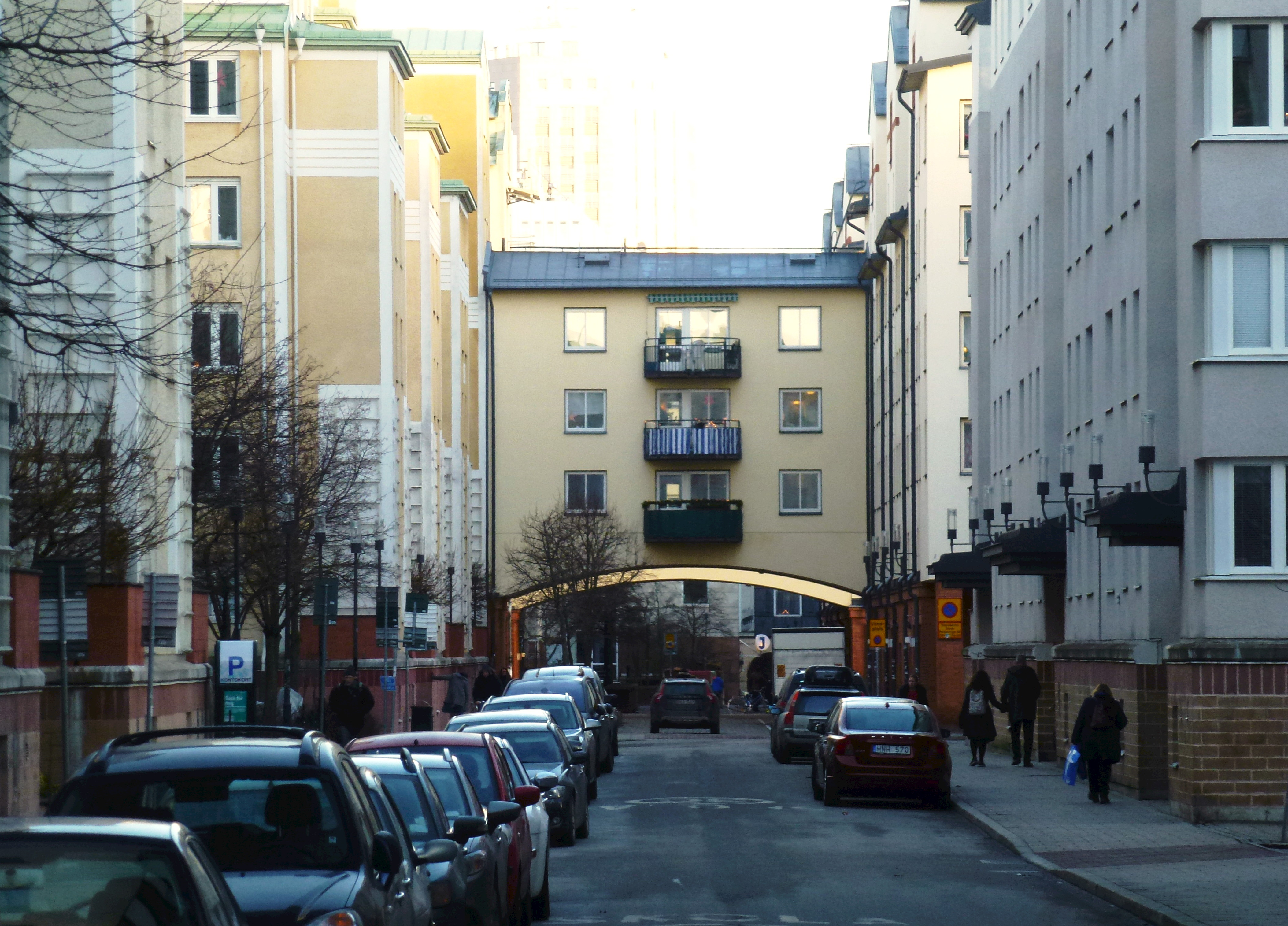
Fatburs kvarngata österut. Kvarteret Brinckan ligger på vänstra sidan och Lehusen på den högra, december 2014.

Fatburs kvarngata är en gata på Södra stationsområdet på Södermalm i Stockholm.

## Beskrivning
Gatan sträcker sig från Rosenlundsgatan i väst till Timmermansgatan i öst. Namnet härrör från väderkvarnen Fatburan som stod i närheten. Fatburan var känd sedan 1600-talet (revs 1892) och uppkallades i sin tur efter den lilla sjön Fatburen som låg på dagens Södra stationsområdet. Namnet "Fatburs kvarngata" fastställdes 1988 i samband med fastighetsbildningarna i området när Södra stationsområdets stadsplan togs fram.
Längs gatans norra sida sträcker sig kvarteret Brinckan som består av tre bostadsfastigheter och längs södra sidan ligger kvarteret Lehusen som består av fem bostadsfastigheter. Fatburs kvarngata och båda kvarteren ligger ovanför Stockholms södra stations- och stations- och spårområde. Gatans östra del är gågata.